# A History of the English-Speaking Peoples
A History of the English-Speaking Peoples (deutscher Titel: „Geschichte“, wörtlich „Eine Geschichte der englischsprechenden Völker“) ist ein historisches Werk in vier Bänden von Sir Winston Churchill.

## Entstehungs- und Veröffentlichungshistorie
Die „Geschichte der englischsprachigen Völker“ wurde von Churchill bereits in den 1930er Jahren vor dem Zweiten Weltkrieg begonnen und auszugsweise in Zeitschriften vorabgedruckt. Nach dem Ende des Krieges (1945) und der Fertigstellung seiner Kriegserinnerungen (The Second World War, 1945–51) setzte Churchill die Arbeit an seiner breit angelegten Geschichtsdarstellung über die Genese der englischsprachigen Völker in den frühen 1950er Jahren fort und veröffentlichte das Werk schließlich in seiner Gesamtheit in den Jahren 1956 bis 1958.

## Inhalt

### The Birth of Britain
Die Geschichte der englischsprachigen Völker – Churchills letztes literarisches Werk – beginnt mit dem Jahr 55 v. Chr., in dem die britischen Inseln erstmals in den Fokus der Aufmerksamkeit der damaligen zivilisierten Welt gerieten. In diesem Jahr landete Caesar an der Kanalküste des keltisch besiedelten England. Im ersten Band The Birth of Britain behandelt er die Geschichte der römischen Provinz Britannia, die angelsächsische Invasion im 5. und 6. Jahrhundert, die Festigung Englands während der Jahre der Heptarchie der Regionalkönigreiche und die Christianisierung. Großes Augenmerk schenkt Churchill der Regierungszeit von Alfred dem Großen (871–899), der als Erster den Titel eines „Königs der Engländer“ führte und erfolgreich gegen die Wikinger und Dänen stritt. Nach der 1071 abgeschlossenen Eroberung Englands durch Wilhelm von der Normandie beginnt der Abschnitt der englischen Geschichte, den Churchill als The Making of the Nation tituliert. Bei der Darstellung der inneren Konsolidierung und der Integration der normannischen Oberschicht geht er vor allem auch auf den Ausbau des Finanz-, Rechts- und Verwaltungssystems unter Heinrich I. und Heinrich II. ein. Seine Darstellung der Rosenkriege – zugleich eindringlich und klar – fand den Beifall zahlreicher Fachhistoriker. Den berüchtigten Richard III., mit dessen Tod in der Schlacht von Bosworth (1485) dieser Band endet, beurteilt er eindeutig als eine negative Figur.

### The New World
Im zweiten Band, The New World betitelt, werden gleich die wichtigsten Entwicklungen in der dem Zeitalter des englischen Feudalismus folgenden goldenen Ära zusammengefasst: Die Ausbreitung von Humanismus und Reformation und die großen Entdeckungsfahrten. Churchill behandelt in diesem Teil die Anfänge der englischen Weltmachtstellung unter Elisabeth I., die beginnende Besiedlung Nordamerikas, die Entwicklung des Parlaments von einer beratenden Institution zu einer regierenden Körperschaft, die Machtergreifung Oliver Cromwells, die Glorious Revolution von 1688 und den auch für die Beilegung der religiösen Differenzen so bedeutungsvollen Regierungsantritt Wilhelms von Oranien. Die Wende vom 17. zum 18. Jh. wird besonders sachkundig und engagiert beschrieben. Dies wohl auch deswegen, weil John Churchill, 1. Duke of Marlborough, ein Ahne Churchills, als politischer Führer der alliierten Mächte im Spanischen Erbfolgekrieg eine zentrale Figur dieser Zeit war.

### The Age of Revolution
Vom Konflikt zwischen England und Frankreich wird die Darstellung des historischen Entwicklungsganges im dritten Band beherrscht. Daneben geht Churchill ausführlich auf den Aufstand der amerikanischen dreizehn Kolonien ein, dessen Erfolg dem Ersten Empire ein Ende machte. Neben die Geschichte Englands tritt nun die der zweiten großen Englisch sprechenden Nation, der USA.

### The Great Democracies
Band vier skizziert die Entwicklung im 19. Jahrhundert nach der Niederwerfung Napoleons, vor allem den Wiedergewinn der Weltmachtstellung durch die Aufnahme Australiens, Neuseelands und Südafrikas ins Empire. Der Titel des Bandes – The Great Democracies – weist schon auf die gewachsene Bedeutung der Vereinigten Staaten hin. In dem gemeinsamen Kampf Großbritanniens und der USA im Ersten Weltkrieg sieht Churchill den Fluchtpunkt der Geschichte des 19. Jahrhunderts. Nach der durch den Bürgerkrieg verlangsamten Entwicklung der USA „sollte der Erste Weltkrieg Amerika endgültig und untrennbar mit dem Schicksal der Alten Welt und Großbritanniens verbinden.“ Angelsächsisch-demokratisches Sendungsbewusstsein schwingt in den Schlusssätzen mit, in denen es heißt, dass die beide Nationen als Verbündete im 20. Jahrhundert „schreckliche, aber siegreiche Kriege“ führten und dass diese „Allianz überragender Tugenden“ vielleicht schon bald wieder aufgerufen sein könnte, „Friede und Freiheit zu wahren“.

## Bewertung
Churchill stützt sich bei seiner Darstellung auf zahlreiche Quellen von Caesar bis in die Gegenwart – nicht zuletzt auf seine eigene Studie „Marlborough. His Life and Times“ (1933–1938). Sein von ungebrochenem Sinn für die große Tradition Englands zeugendes Werk repräsentiert dabei eine in Deutschland rare Art der Geschichtsannäherung. Es ist nicht die Arbeit eines Berufshistorikers, sondern die mitreißende Darstellung eines Politikers, der neben verblüffenden Kenntnissen der Geschichte einen souveränen Blick für Machtverhältnisse, Persönlichkeiten, dramatische politische Situationen und strategische Erfordernisse mitbringt, der den Geist der Geschichte erspürt und es versteht, große historische Momente wiederaufleben zu lassen.
Obwohl Churchill in seinem Werk nationale Geschichte in erster Linie rekapituliert, scheut er auch nicht davor zurück, bestimmte Ereignisse ihrer legendären Größe zu berauben, indem er nüchtern auf ihre tatsächliche Bedeutung und ihre historischen Folgen eingeht (etwa im Fall des Sieges über die Armada), oder unangenehme Dinge beim Namen zu nennen (etwa den Sklavenhandel, „von dem Großbritannien in der Vergangenheit so schamlos profitiert hat“, die grausame Politik gegenüber Irland oder die Maßnahmen im Burenkrieg). Andererseits berücksichtigt er auch unsichere, oft eher dichterische, aber ins historische Bewusstsein der Engländer eingegangene Überlieferungen. Nicht selten verfällt er in einen leicht verklärenden, heroisierenden Ton. Aber auch dieser Ton gehört zu dem unverkennbaren Stil des Schriftstellers Churchill, der 1953 mit dem Nobelpreis für Literatur ausgezeichnet wurde, von dem Golo Mann meinte: „Ein goldener, ein blühender Stil, wir wollen es zugeben. Er kann nicht wiederkommen. In jeder anderen Hand wär’s ein Anachronismus gewesen, nur in dieser nicht.“
Das Echo auf Churchills Werk war überwiegend positiv. Zwar spöttelte sein politischer Rivale Attlee, dass das Werk besser „Things in history that interested me“ hätte heißen sollen, da es sich vor allem um jene historischen Themen dreht, die Churchills Naturell entgegenkommen – wie Krieg und Abenteuer, während andere wichtige Ereignisse wie die gesellschaftlichen Veränderungen oder die kulturelle Entwicklung kaum berücksichtigt werden. So werden etwa die industrielle Revolution oder die soziale Frage nur am Rande erwähnt. Seine Anerkennung konnte er der „Geschichte der englisch-sprechenden Völker“ dennoch nicht versagen. Der Historiker Alan J. P. Taylor nannte das Werk „eine der klügsten und erregendsten Geschichtsdarstellungen“.
Sebastian Haffner wies darauf hin, dass die Geschichte der englischsprachigen Völker gegenüber Churchills anderen Werken zwar abfallen würde, aber dass er dennoch „wusste das Komplizierte durchsichtig zu machen, das Abstrakte plastisch und greifbar und all und jedes, das er anpackte. spannend. (…) Wenn man einmal zu lesen anfängt, kann man nicht mehr aufhören. (…) [Seine Geschichte ist] eine sehr subjektive Geschichte, die wissenschaftlichen Ansprüchen nicht genügt und auch gar nicht genügen will. Sie liest sich eher, als ob Churchill mit ihr Goethes Diktum hätte beweisen wollen: ‚Das Beste an der Geschichte ist: Der Enthusiasmus, den sie erwecken will’.“

## Adaptionen
In den 1970er Jahren produzierte die BBC unter dem Titel „Churchill’s People“ eine Serie von 26 jeweils 50-minütigen Hörspielen, die auf Churchills Werk gründeten.